# Empresas Copec
Empresas Copec er en chilensk energi- og skovindustrikoncern. De har et olie- og benzinselskab i Chile, har fiskeri og de driver skovbrug med tilhørende skovindustri.
Copec blev etableret i 1934.